# Ring of Honor Wrestling
Ring of Honor Wrestling est un show télévisé de catch produit par la Ring of Honor (ROH). Cette émission a été initialement créée le 21 mars 2009 par HDNet (en). Depuis septembre 2011, Sinclair Broadcast Group diffuse ses émissions qui durent environ 51 minutes tous les lundis pour les abonnés et tous les jeudis pour les non-abonnés.

## Production
Fin avril, la fédération annonce que l'émission sera diffusée tous les samedis soir à 1h du matin sur la chaîne américaine KTXD-TV (en).

### Format
Lors de la production d'un show, la ROH télédiffuse les shows, à l'exception des spectacles en paiement à la séance et les séparent en trois ou quatre épisodes d'une cinquantaine de minutes. Chaque épisode est composé d'une série de 3 ou 4 matchs, avec un main-event à chaque épisode. Des interviews ainsi que quelques publicités viennent segmenter les matchs.

### Épisodes spéciaux
La Ring of Honor établit des épisodes spéciaux. 
| Episode                              | Date                   | Notes                                                |
| ------------------------------------ | ---------------------- | ---------------------------------------------------- |
| Best of 2009                         | 28 décembre 2009       | Best Of                                              |
| Best of 2010                         | 27 décembre 2010       | Best Of                                              |
| Best of 2011                         | 24 et 31 décembre 2011 | Best Of                                              |
| Best of 2012                         | 22 et 29 décembre      | Best Of                                              |
| Life & Times Of The Briscoe Brothers | 22 juin 2013           | Episode consacré à la carrière des Briscoe Brothers. |
| Best Of ROH Wrestling TV             | 17 août 2013           | Célé bration du 100e épisode                         |
| Best Of Adam Cole                    | 21 décembre 2013       | Episode consacré à la carrière d'Adam Cole.          |
| Best of 2013                         | 28 décembre 2013       | Best Of                                              |
| ROH Best In The World 2014 Preview   | 21 juin 2014           | Preview de Best in the World 2014.                   |
| Best Of Michael Elgin                | 28 juin 2014           | Episode consacré à la carrière de Michael Elgin.     |
| ROH Final Battle 2014 Preview        | 6 décembre 2014        | Preview de Final Battle 2014.                        |
| Best of 2014                         | 3 janvier 2015         | Best Of                                              |

### Thèmes du générique
| Dates                    | Titre de la musique | Auteur          | Notes                                                     |
| ------------------------ | ------------------- | --------------- | --------------------------------------------------------- |
| 21 mars 2009 - fin 2009  | ROH Theme           |                 | Premier thème choisi par la ROH pour la première émission |
| fin 2009 - 4 avril 2011  | Rush                | Kidd Russell    |                                                           |
| 24 septembre 2011 - 2013 | Metal Mouth         | Craig Sharmat   | Première émission de Sinclair Broadcast Group             |
| 2013 - présent           | War Zone            | Cynthia Raymond | La ROH choisit un nouveau logo.                           |